# Sparta

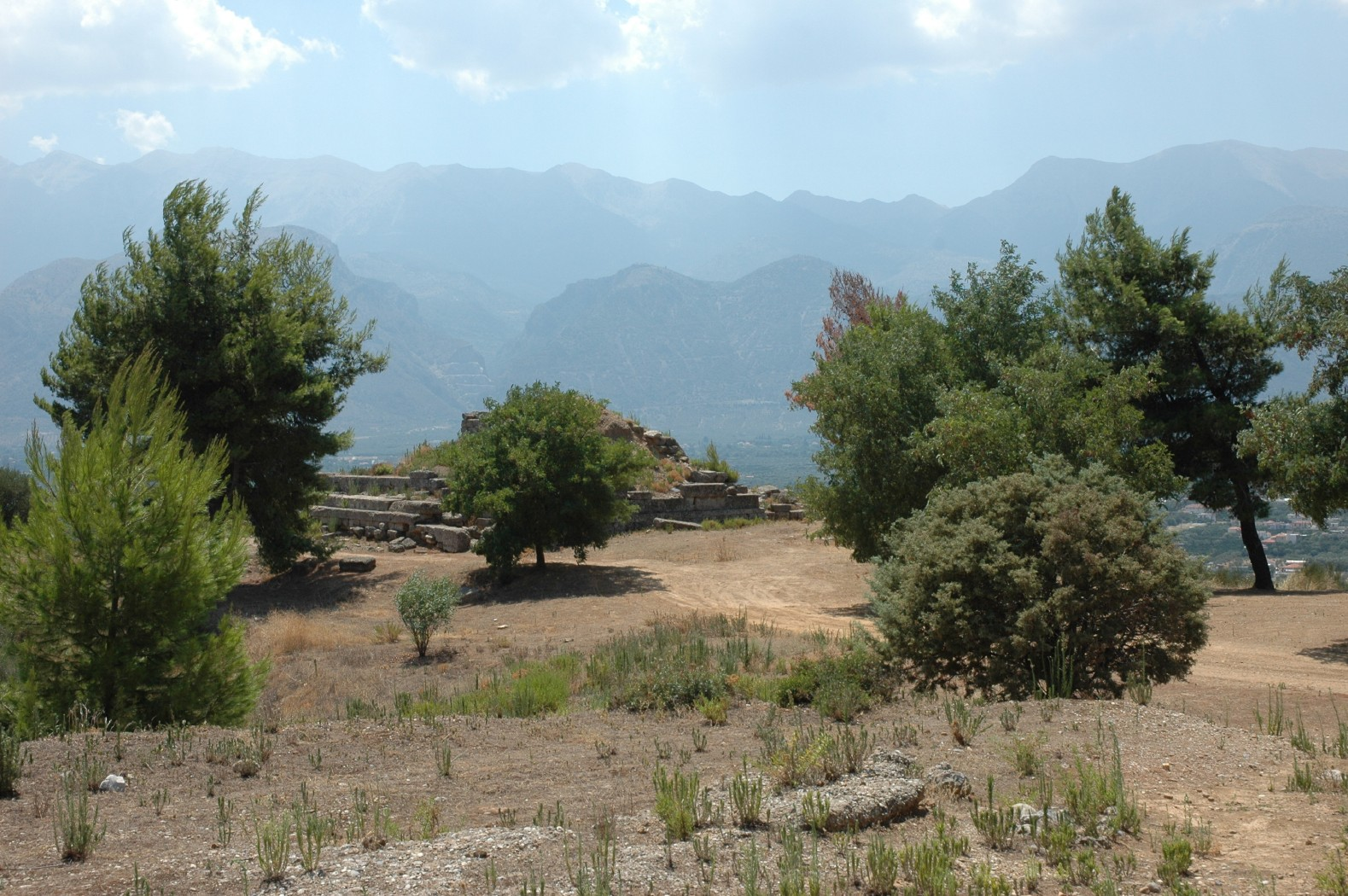
Thung lũng lòng chảo Lacedaemon. Địa điểm thờ Menelaion, đền thờ cổ xưa dành cho Helen và Menelaus được xây dựng trong thành phố Thời kỳ đồ đồng này nằm trên đồi Therapne ở tả ngạn sông Evrotas nhìn ra địa điểm Sparta tương lai của người Dorian. Trên khắp thung lũng, những rặng núi liên tiếp của đỉnh Taygetus là bằng chứng.

Sparta (tiếng Hy Lạp Dorian: Σπάρτα, Spártā; tiếng Hy Lạp Attica: Σπάρτη, Spártē) là một thành bang nổi bật ở Hy Lạp cổ đại. Trong thời cổ đại, thành bang này được gọi là Lacedaemon (Λακεδαίμων, Lakedaímōn), trong khi tên gọi Sparta ám chỉ khu định cư chính của thành bang trên bờ sông Evrotas ở Lakonia, ở phía đông nam Peloponnesos. Vào khoảng năm 650 trước Công nguyên, thành bang này trở thành cường quốc quân sự thống trị trên đất liền ở Hy Lạp cổ đại.
Với ưu thế về quân sự của mình, Sparta được công nhận là lực lượng hàng đầu của quân đội Hy Lạp thống nhất trong các cuộc chiến tranh Hy Lạp-Ba Tư, cạnh tranh với sức mạnh hải quân đang lên của Athens. Sparta là kẻ thù chính của Athens trong cuộc chiến tranh Peloponnisos (từ 431 tới 404 trước Công nguyên), mà thành bang này giành được chiến thắng. Trận Leuctra mang tính quyết định vào năm 371 trước Công nguyên đã chấm dứt quyền bá chủ của người Sparta, mặc dù thành bang này duy trì sự độc lập chính trị của mình cho đến khi La Mã chinh phục Hy Lạp vào năm 146 trước Công nguyên. Sau sự phân chia của Đế chế La Mã, Sparta đã trải qua một thời kỳ suy tàn kéo dài, đặc biệt là vào thời kỳ Trung cổ, khi nhiều công dân của nó chuyển đến Mistras. Sparta hiện đại là thủ phủ của vùng Lakonia phía nam Hy Lạp và là trung tâm chế biến cam quýt và ô liu.
Sparta là một nhà nước chiếm hữu nô lệ có một số nét đặc trưng, được cho là định hình bởi các cải cách của Lykourgos. Tầng lớp công dân Sparta thuần chủng, gọi là Spartiate, là tầng lớp thống trị. Nô lệ heilotes là tầng lớp bị trị đa số ở Sparta. Điểm đặc trưng ở Sparta là nô lệ và đất đai là sở hữu công cộng do nhà nước quản lý, phân chia cho các chủ nô Spartiate sử dụng. Chủ nô không lao động, chỉ được phép tham gia các công việc chinh chiến, cai trị, sống bằng bóc lột nô lệ và người tự do. Nô lệ heilotes bị chủ nô Sparta bóc lột thậm tệ và bị đối xử tàn nhẫn, nhiều trường hợp bị thảm sát hàng loạt để thị uy. Nằm ở vị trí trung gian giữa chủ nô và nô lệ là người tự do mothax (cư dân nam gốc nước ngoài được nhận nuôi như người Sparta) và perioikoi (dân tự do).  Nhà nước Sparta có tính quân sự hoá cao độ, giới chủ nô Spartiate phải chịu huấn luyện quân sự khắc nghiệt ở agoge và quân đội Sparta được cho là tinh nhuệ nhất vào thời đó. Trong giới chủ nô, phụ nữ đặc biệt được hưởng nhiều quyền bình đằng giới so với những nơi khác trong thời cổ đại.

Sparta thường là một chủ đề hấp dẫn trong thời đại hiện tại, cũng như trong văn hóa phương Tây sau sự hồi sinh của nghiên cứu văn hoá cổ điển. Sự ngưỡng mộ của Sparta được gọi là laconophilia. Bertrand Russell đã viết:
Sparta đã có ảnh hưởng kép đến tư tưởng Hy Lạp: thông qua thực tế, và thông qua thần thoại.... Thực tế đã giúp người Sparta đánh bại Athens trong chiến tranh; huyền thoại đã ảnh hưởng đến lý thuyết chính trị của Plato và của vô số nhà văn sau đó.... [Những] lý tưởng mà nó ủng hộ đã đóng góp một phần rất lớn trong việc đóng khung các học thuyết của Rousseau, Nietzsche và Chủ nghĩa xã hội quốc gia.

## Lịch sử
Cùng với các thành bang khác ở Hy Lạp, Sparta có hai nhà vua cùng cai trị trong suốt lịch sử tồn tại, cả hai đều thuộc dòng dõi Heracles. Hai vị vua này thống lĩnh ba quân trên trận tiền và chăm lo các vấn đề tôn giáo. Nhà nước Sparta là một sự kết tinh giữa các yếu tố của chế độ quân chủ và dân chủ dưới sự lãnh đạo của một nhóm chính trị đầu sỏ. Rất ít người phải thực hiện công việc của quần chúng. Plato kể rằng sau khi trở về từ cuộc chiến tranh muời năm ở thành Troia, người Dorian giành lấy quyền cai trị vùng đất Messene, Argos và Lacedaemon (sau này là thành bang Sparta). Thành Troia bị tiêu diệt khoảng năm 1250 trước công nguyên. Ba nhà nước này hợp thành liên minh của người Dorian nhưng sau này, chỉ có Sparta giữ nguyên thể chế ban đầu đó. Về sau, Sparta chinh phục nhiều vùng đất khác, bao gồm cả vùng Messene.
Vào thế kỷ 18 trước công nguyên, các thành bang ở Hy Lạp lớn mạnh đến mức không còn đủ đất đai cho dân số ngày một gia tăng. Họ chỉ còn cách là tiến ra biển. Từ khoảng năm 750 trước công nguyên người Hy Lạp bắt đầu một tiến trình kéo dài 250 năm nhằm mở rộng, thiết lập thuộc địa về mọi hướng. Về hướng Đông, bờ biển Aegea thuộc Tiểu Á được chiếm làm thuộc địa đầu tiên, tiếp theo là Kypros, những vùng ven biển của Thrace, vùng biển Marmara và vùng phía nam Biển Đen. Cuối cùng thuộc địa của Hy Lạp mở tới tận phía Đông Bắc vùng Ukraina ngày nay. Về phía Tây, Albania, Sicilia và Nam Ý được thiết lập thuộc địa, sau đó là vùng ven biển phía Nam của Pháp, Corse, và kết thúc ở Đông Bắc Tây Ban Nha. Những thuộc địa của Hy Lạp cũng được lập tại Ai Cập và Libya. Siracusa, Napoli, Marseille và Istanbul ngày nay đã bắt đầu từ những thuộc địa của Hy Lạp là Syracusa, Neapolis, Massilia và Byzantium.
Vào thế kỷ thứ 6 trước công nguyên Hy Lạp đã trở thành một khu vực văn hóa và ngôn ngữ rộng lớn hơn nhiều so với diện tích địa lý của Hy Lạp hiện nay. Những vùng đất thuộc địa của Hy Lạp không bị kiểm soát về mặt chính trị vẫn duy trì những kết nối tôn giáo và thương mại với những thành phố thiết lập ra chúng. Người Hy Lạp tổ chức thành những xã hội độc lập cả ở quê nhà và bên ngoài. Thành phố (polis) trở thành đơn vị chính quyền cơ bản của Hy Lạp.

### Cuộc chiến tranh Hy Lạp - Ba Tư
Khi Hoàng đế Cyrus Đại Đế dấy lên lập Đế quốc Ba Tư, ông làm vua xứ Lydia là Kroisos lo sợ. Vua Kroisos đã thành lập liên minh với người Sparta để đánh vua nước Ba Tư. Nhưng rồi cuộc chiến Lydia - Ba Tư kết thúc với thất bại của vua xứ Lydia và sự thất thủ của kinh đô Sardis về tay vua nước Ba Tư, không những thế vua xứ Lydia còn bị bắt sống vào năm 547 trước Công Nguyên. Người Sparta rất đau buồn trước sự xấu số của Kroisos. Sau khi Cyrus Đại Đế thắng trận, các thành bang Hy Lạp ven biển cũng rơi vào tay của ông. Nhưng xứ Sparta cử một nhóm người Sparta bơi thuyền đến bờ biển châu Á, theo suy nghĩ của nhà sử học Herodotos, hẳn là để họ theo dõi vua Ba Tư. Trên đường đến Phocaea, họ phái những người xuất sắc nhất trong số họ đến Sardis Lacrines để - trên danh nghĩa người Sparta - cấm chỉ nhà vua được quyền gây chiến tranh với toàn dân Hy Lạp. Phái bộ sứ thần Sparta nói xong, Cyrus Đại Đế giận dữ hỏi những người Hy Lạp ở gần ông:
| “              | Bọn Sparta gồm những ai ? Bọn chúng có bao nhiêu tên, mà dám vô lễ đến thế ? | ” |
| — Cyrus Đại Đế |                                                                              |   |

Những người Hy Lạp xung quanh trả lời. Nhà vua sau đó đe dọa phái bộ sứ thần Sparta, ông nói: "...Quả nhân mà còn ở đây thì bọn Sparta sẽ chịu những tai họa đủ để chúng phải lo sợ..." Sau đó, ông giao một viên tướng cai quản thành Sardis, còn ông thì bỏ về. Khi Hoàng đế Ba Tư là Xerxes I xua đại quân chinh phạt Hy Lạp, vua xứ Sparta là Leonidas I thân chinh thống lĩnh ba quân kháng chiến trong trận Thermopylae vào năm 480 trước Công Nguyên. Ông chỉ có 298 chiến binh đánh "rợ Á" trong trận chiến này, nhưng ông sẵn sàng hy sinh, làm gương cho ba quân. Sau một cuộc đấu tranh anh dũng, vua Leonidas I hy sinh cùng với nhiều vị danh tướng thành Sparta. Cũng theo Herodotos, toàn quân Sparta vẫn chiến đấu khốc liệt, đẩy lui quân Ba Tư và giữ được thi hài của vua Leonidas I. Sau thất bại cuối cùng của quân Sparta, vua nước Ba Tư lấy được thi hài của Leonidas, và "hành quyết" ông. Tuy thất trận nhưng đây là một trận đánh vinh quang của các chiến binh Sparta. Cuối cùng, Hải quân các thành bang Hy Lạp do Đô đốc Sparta là Eurybiades chỉ huy đại phá tan tác quân Ba Tư do vua Xerxes I thân chinh thống lĩnh trong trận thủy chiến tại Salamis vào năm 480 trước Công Nguyên. Với thất bại này, Xerxes I phải chạy tháo thân về nước, nhưng để lại cận tướng Mardonius ở Hy Lạp. Sau khi Mardonius đốt cháy thành Athena, ông ta chinh phạt vùng Plataea làm nhân dân ở đây phải cầu cứu người Sparta, người Sparta nhận lời và danh tướng Pausanias kéo những chiến binh tinh nhuệ nhất thành Sparta đến đánh. Trong trận chiến ở Plataea, nhờ vào tài năng tác chiến và binh khí thượng hạng của mình, kết hợp với lòng quyết tâm trả thù cho Leonidas I, quân Sparta đại thắng và tiêu diệt được cả Mardonius. Không những thế, trong trận thủy chiến tại Mycale, Hải quân Sparta do vua Leotychides thân chinh thống lĩnh đập tan nát Hải quân Ba Tư.

### Những năm tháng hoàng kim và suy sụp
Trong cuộc chiến tranh Peloponnesus, lực lượng hải quân Sparta non trẻ đã đánh tan tác quân Athena, làm chấm dứt vai trò liệt cường của Athena thời đó và đưa thành bang nhà trở thành một liệt cường quân sự số một tại Hy Lạp. Nhưng rồi, vào năm 371 trước Công Nguyên, với chiến thuật "đánh dọc sườn", danh tướng xứ Thebes là Epaminondas đánh tan tác quân Sparta trong trận Leuctra. Như vậy là đúng 180 năm sau khi danh tướng Pausanias đại phá tan tành quân Ba Tư của thống soái Mardonius trong trận Plataea, các chiến binh Sparta đã phải nếm mùi thất bại, tại cái nơi chỉ cách Plataea có 5 dặm. Quân Thebes phát huy thế thượng phong, xâm lược Lacedaemon, lấy mất vùng Messene. Từ một liệt cường bá chủ Hy Lạp, Sparta suy sụp thành một liệt cường hạng trung bình.
Trong cuộc Chiến tranh Thần thánh lần thứ ba (356 - 346 trước Công Nguyên), vua Archidamos III thân chinh cầm đầu đại quân Sparta đi đánh vùng Megalopolis, nhằm lấy lại vùng Messene cũng như đưa thành bang nhà trở thành liệt cường thống trị vùng Peloponnesus như năm xưa. Ông kéo đại binh đến Arcadia, và cắt đường của người Argos đến Megalopolis. Sau đó, ông xuất binh đánh tan tác người Argos. Đại quân Thebes kéo rốc đến hợp binh với người Arcadia và người Argos, và dù đông hơn hẳn quân Sparta, do kỷ luật yếu kém nên quân Thebes bại trận. Người Argos và Arcadia phải tháo chạy về thành. Sau khi tàn phá Arcadia, người Sparta rút về nước. Quân Sparta bị quân Thebes đánh bại trong hai trận chiến, nhưng rồi trong trận đánh cuối cùng họ đánh thắng được quân Thebes. Cuộc chiến trở nên bế tắc để rồi người Sparta và Megalopolis phải tái lập hòa bình với nhau. Mùa Thu năm 338 trước Công Nguyên, vua xứ Macedonia là Philippos II thân chinh xuất binh đánh Peloponnesus. Ông giáng cho người Thebes một đòn sấm sét trong trận đánh ở Chaeronea, trong khi người Sparta vẫn giữ thái độ trung lập. Toàn bộ vùng Peloponnesus phải thần phục Philippos II, nhưng do tự hào với truyền thống lịch sử của mình, người Sparta cương quyết không chịu khuất phục vua xứ Macedonia. Sau đó, Philippos II có đến xâm phạm vùng Laconia nhưng ông chẳng dám đánh trận với người Sparta, song với việc người Sparta không tham gia liên minh với ông, họ đã bị cô lập một cách hiểm nguy.
Vào năm 336 trước Công Nguyên, Alexandros Đại Đế nối chí vua cha Philippos II, lên đường chinh phạt Ba Tư. Trong lúc vị vua trẻ tuổi đang thân chinh thống lĩnh các chiến binh tinh nhuệ Macedonia chinh chiến ở Á châu, người Sparta tiến hành khiêu chiến. Vua Agis III dan díu với Triều đình Ba Tư, đồng thời ông đánh tan nát một đạo quân Macedonia do Corrhagus chỉ huy, buộc quan Tổng đốc quân sự xứ Thrace là Antipatros phải kéo đại quân ra đánh. Hai đoàn quân giáp chiến ác liệt với nhau vào năm 331 trước Công Nguyên tại vùng Megalopolis. Vua Agis III chiến đấu anh dũng và tiêu diệt được nhiều binh sĩ Macedonia, nhưng rồi quân Macedonia đại thắng, Agis III trận vong cùng với biết bao binh sĩ Sparta. Khi Antipatros báo tin chiến thắng cho Alexandros Đại Đế, vua không hài lòng với chiến thắng này, nhưng dù sao đây cũng là một thất bại quyết định của quân Sparta.

## Xã hội
Thành Sparta bị núi non vây quanh, không có lối trổ ra biển nên nhân dân Sparta không phải là dân đi biển, chỉ còn một cách duy nhất là phải gây hấn với những thành bang chung quanh, sau một chuỗi những xung đột kéo dài hơn trăm năm, kết quả là họ gồm thu được một vùng đất rộng lớn cho cư dân canh tác.
Dân số những vùng ấy đông gấp nhiều lần dân số Sparta, chắc chắn rồi một ngày nào đó sẽ xảy ra một trận phục thù khủng khiếp. Vả lại, thành bang nổi tiếng là thiếu thốn tài nguyên nghiêm trọng. Thế nên xứ Sparta đã hình thành một xã hội hướng về thuật chiến tranh. Nhân dân Sparta phải mạnh mẽ hơn, cứng rắn hơn, hung hãn hơn những người láng giềng. Chỉ có cách này thì họ mới tiếp tục sống còn và ổn định. Khác với thành bang Athena láng giềng, người Sparta không gầy dựng nhiều công trình đồ sộ.
| “                                                      | Ở một xứ sở như Sparta, nghệ thuật không có cửa mà vào... | ” |
| — Nhà sử học nghệ thuật Đức Johann Joachim Winckelmann |                                                           |   |

Sparta là một nhà nước chiếm hữu nô lệ có một số nét đặc trưng, được cho là định hình bởi các cải cách của Lykourgos. Tầng lớp công dân Sparta thuần chủng, gọi là Spartiate, là tầng lớp thống trị. Nô lệ heilotes là tầng lớp bị trị đa số ở Sparta. Điểm đặc trưng ở Sparta là nô lệ và đất đai là sở hữu công cộng do nhà nước quản lý, phân chia cho các chủ nô Spartiate sử dụng. Chủ nô không lao động, chỉ được phép tham gia các công việc chinh chiến, cai trị, sống bằng bóc lột nô lệ và người tự do. Nô lệ heilotes bị chủ nô Sparta bóc lột thậm tệ và bị đối xử tàn nhẫn, nhiều trường hợp bị thảm sát hàng loạt để thị uy. Nằm ở vị trí trung gian giữa chủ nô và nô lệ là người tự do mothax (cư dân nam gốc nước ngoài được nhận nuôi như người Sparta) và perioikoi (dân tự do).
Vì vậy các "công dân"-chủ nô Sparta thuần chủng chẳng khác nào "một đồn binh sống giữa dân chúng thù nghịch", vì vậy giới chủ nô Sparta đẻ ra nhiều thể chế và truyền thống huấn luyện quân sự để đảm bảo khả năng chinh phạt các vùng xung quanh và đàn áp nhân dân các vùng bị lệ thuộc.
Khi vừa lên bảy, đứa bé trai thành Sparta sẽ bị bắt khỏi gia đình để đưa vào một loại câu lạc bộ quân sự, nơi huấn luyện nó chiến đấu và sinh hoạt theo kỷ luật sắt. Ngủ trên giường cứng lót sậy, chỉ được phát một bộ quần áo mặc suốt cả năm, không được học hỏi hay thực hành bất kỳ một bộ môn văn hoá nghệ thuật nào. Dân Sparta chỉ cho phép bọn nô lệ sản xuất ra những sản phẩm tiểu thủ công nào tối cần thiết cho sinh hoạt. Những kỹ năng duy nhất được dậy là kỹ năng quân sự. Đứa bé nào sinh ra mà bị dị tật hoặc yếu ớt sẽ bị bỏ cho chết đói trong hang động trên núi, một đứa bé như vậy theo quan điểm của người Sparta là không được phép sống. Đứa bé mới sinh ra được cho tắm bằng rượu nho để có sức khỏe tốt, chúng lớn lên phóng khoáng nên không có đứa bé nào hay khóc và yếu đuối. Trẻ con ở Sparta không sợ bóng tối và rất dễ ăn uống. Sparta không cho phép bất kỳ hình thức mậu dịch hay tiền tệ nào, vì họ tin rằng tiền tệ gây ra chia rẽ và ích kỷ, làm suy yếu kỷ luật chiến binh. Nhà làm luật huyền thoại Sparta xưa là Lycurgus đã cấm vàng và sự giàu có cá nhân. Nguồn thu nhập duy nhất là nông nghiệp, hầu hết những cánh đồng đều thuộc sở hữu Nhà nước.
Cuối cùng Sparta đã xây dựng được binh chủng bộ binh được mệnh danh là hùng mạnh nhất thế giới thời bấy giờ. Họ đánh đâu thắng đó, vinh quang nối tiếp vinh quang, trong thời kỳ cực thịnh của mình, Sparta được coi là thành bang hùng mạnh nhất trong toàn thể Đại Hy Lạp. Những chiến binh Sparta tinh nhuệ luôn gây cho quân thù phải khiếp sợ, kể cả khi họ sống sót lẫn họ hy sinh, giống như những người lính ném lựu đạn của vị vua - chiến binh Friedrich II Đại Đế nước Phổ và các cỗ xe tăng Liên Xô về sau. Trong mọi cuộc chiến tranh chống lại Đế quốc Ba Tư của người Hy Lạp, Sparta bao giờ cũng được chọn làm minh chủ của liên minh Hy Lạp. Sau đại thắng trong cuộc Chiến tranh Peloponnesus (431 - 404 trước Công Nguyên), thành bang Sparta vươn lên và thuộc thất đại liệt cường bá chủ của toàn thể Hy Lạp. Nhưng sau khi quân Sparta bị quân Thebes đánh tan nát trong trận đánh tại Leuctra (371 trước Công Nguyên) thì Sparta không còn xưng hùng xưng bá được nữa.

## Sparta trong nghệ thuật
Ở thế kỷ thứ XIX, khi Hy Lạp bị vua Thổ Nhĩ Kỳ đô hộ, nhà thơ Anh Lord Byron, đã viết nên bài thơ về cuộc kháng chiến của vua Leonidas I và 300 chiến binh tinh nhuệ thành Sparta, để kêu gọi nhân dân Hy Lạp vùng lên phá tan xiềng xích nô lệ. Dù Sparta được coi là một thành bang khắc nghiệt tàn bạo, trận chiến này thường mang lại cảm xúc về độc lập tự do ở phương Tây, như nhà tiểu thuyết William Golding có nói. Song, bên cạnh nhà văn Pháp Montaigne và bao thế hệ yêu chuộng tự do sau này, Đức Quốc xã cũng rất đề cao hình ảnh các chiến binh thành Sparta trong trận Thermopylae. Quốc trưởng Adolf Hitler coi họ là biểu tượng đích thực của một chủng tộc bá chủ, luôn luôn đề cao chiến tranh đích đáng. Vào ngày 6 tháng 1 năm 1943, khi trận Stalingrad lên tới đỉnh điểm ác liệt, Hitler ví von đạo quân Đức thứ sau với 300 chiến binh Sparta, nhưng rồi tướng Đức đầu hàng, làm ông thất vọng vì Quân đội Đức đã không thể làm nên một trận Thermopylae mới. Bộ phim 300, ra đời mùa hè năm 2007, được chuyển thể từ truyện tranh dài của Frank Miller miêu tả cuộc chiến không cân sức giữa 300 chiến binh dũng mãnh Sparta, dưới sự thống soái của đích thân vua Leonidas I, với  của Đế quốc Ba Tư cổ đại. Trung thành với nguyên tác truyện tranh, bộ phim là tiếng nói ca ngợi tự do và là khúc tráng ca của lòng yêu nước.
Trò chơi Sparta: Ancient Wars được xây dựng trên hình ảnh thế giới của những năm 500 đến 300 trước công nguyên, cho phép người chơi lựa chọn 3 đội quân với sức mạnh và các khả năng hoàn toàn khác nhau, bao gồm đội quân Sparta là những chiến binh oai hùng có sức khỏe phi thường và luôn sẵn sàng lao vào đánh giáp lá cà khốc liệt; đội quân của Ba Tư với tài điều khiển mãnh thú trên chiến trận như voi, lạc đà, ngựa; và phe còn lại là những dũng sĩ châu Phi đến từ Ai Cập
Các vua Sparta:
- Triều Lelegids:

1. Lelex: 1600 TCN
2. Mylesa
3. Eurotas
4. Sparta

- Triều Lacedaemonids:

1. Lacedaemon
2. Amyklas
3. Argalus
4. Kynortas
5. Perieres
6. Oibalos
7. Tyndareos
8. Hippocoon
9. Tyndareos

- Triều Atreids:

1. Menelaus: 1250 TCN
2. Orestes: 1200 TCN
3. Tisamenos
4. Dion: 1200 TCN

- Nhà Heraclids:

1. Aristodemos, con trai của Aristomachus và là chồng của Argeia
2. Theras (nhiếp chính), con trai của Autesion và là anh trai của Aristodemos, chồng của Argeia, người gốc Theban, là nhiếp chính cho hai cháu trai, Eurysthenes và Procles

- Triều Agiad (triều đại này được đặt theo tên vị vua thứ hai, Agis):

1. Eurysthenes ? - 930 TCN
2. Agis I, 930 - 900 TCN
3. Echestratus, 900 - 870 TCN
4. Labotas, 870 - c.840 TCN
5. Doryssus, 840 - c.820 TCN
6. Agesilaus I, 820 - c.790 TCN
7. Archelaus, 790 - c.760 TCN
8. Teleclus, 760 - c.758 TCN
9. Alcamenes, 758 - c.741 TCN
10. Polydorus, 741 - c.665 TCN
11. Eurycrates, 665 - c.640 TCN
12. Anaxander, 640 - c.615 TCN
13. Eurycratides, 615 - 590 TCN
14. Lindius, 590 - 560 TCN
15. Anaxandridas II, 560 - c.520 TCN
16. Cleomenes I, 520 - 490 TCN
17. Leonidas I, 490 - 480 TCN
18. Pleistarchus, 480 - c.459 TCN
19. Pleistoanax, 459 - 409 TCN
20. Pausanias 409 - 395 TCN
21. Agesipolis I, 395 - 380 TCN
22. Cleombrotus I,380 - 371 TCN
23. Agesipolis II, 371 - 370 TCN
24. Cleomenes II, 370 - 309 TCN
25. Areus I, 309 - 265 TCN
26. Acrotatus II, 265 - 262 TCN
27. Areus II, 262 - 254 TCN
28. Leonidas II, 254 - 242 TCN
29. Cleombrotus II, 242 - 241 TCN
30. Leonidas II, 241 - 235 TCN
31. Cleomenes III, 235 - 222 TCN